# Bracon cerambycidiphagus
Bracon cerambycidiphagus är en stekelart som först beskrevs av Muesebeck 1925.  Bracon cerambycidiphagus ingår i släktet Bracon och familjen bracksteklar. Inga underarter finns listade.